# Time (utwór muzyczny Uzariego i Maimuny)
Time – utwór piosenkarza Jurija Nawrockiego i skrzypaczki Maimuny, wydany w 2014. Piosenkę napisali Jurij Nawrocki i Swietłana Geraskowa.
W grudniu 2014 utwór zakwalifikował się do białoruskich eliminacji do 60. Konkursu Piosenki Eurowizji i został zaprezentowany w finale programu, w którym zdobył największą liczbę 76 punktów w podsumowaniu głosowania telewidzów (3. miejsce) i komisji jurorskiej (1. miejsce), dzięki czemu reprezentował Białoruś podczas 60. Konkursu Piosenki Eurowizji organizowanego w Wiedniu w 2015. Po wygraniu eliminacji wykonawcy zapowiedzieli dokonanie kilku zmian kosmetycznych w utworze. Nowa wersja piosenki miała premierę pod koniec lutego 2015 na gali Triumph: Heroes of Sport. 19 maja została zaprezentowana podczas pierwszego półfinału Eurowizji 2015 i zajęła 12. miejsce, nie kwalifikując się do finału.